# ماشي لخاطري (مسلسل)
ماشي لخاطري هي سلسلة مغربية من إنتاج قناة الأولى سنة 2011، وبطولة كل من فهد بنشمسي وفاطم العياشي و آخرون.

## قصة المسلسل
يرسم لنا جعفر، وهو شاب في الثلاثينات من عمره، مسار حياته الممتد بين بدايات مهنية ليست بالهينة ب فرنسا وتطور جذري جدير بالثناء ب دبي، و لكن تتخلله بعض العوارض التي تجعله في كل مرة يقع في مواقف تنتهي جلها ب الزواج .
عند رجوعه إلى المغرب، وللبقاء بجانب والده الذي يحتضر، كان لا بد لجعفر، ورغم أنفه، أن يجمع زوجاته الثلاث تحت سقف واحد وأن يحاول التوفيق بينهن. وبما أنه سيء الحظ إلى حد لا يتصور، فقد جلبت له مريم (وهي شابة مغربية قدمت من فرنسا) طفلا تدعي أنه من صلبه... خلافا لكل التوقعات، وافقت النساء الأربع على العيش معا وتمكنّ من التفاهم فيما بينهن، لتبدأ مغامرات جعفر الذي وجد نفسه وسط تعدد الزوجات رغم أنفه!
| الدور         | الممثل |
| فهد بنشمسي    | جعفر   |
| فاطم العياشي  | زينة   |
| مروة خليل     | رشا    |
| كنديس برادة   | جولي   |
| عمر لطفي      | حاتم   |
| نادية النيازي | حليمة  |